# Paul Revere
Paul Revere ( 21. december 1734 (staro štetje) (1. januar 1735 (novo štetje)) – 10. maj 1818) je bil ameriški zlatar, vojaški častnik in industrialec, ki je imel pomembno vlogo v začetnih mesecih ameriške revolucionarne vojne v Massachusettsu, saj je leta 1775 opravil polnočno ježo, da bi opozoril bližnje minutemane na približevanje britanskih čet pred bitkami pri Lexingtonu in Concordu.
Revere, rojen v North Endu v Bostonu, je sčasoma postal uspešen in ugleden Bostončan, ki je svoj dohodek pridobival z zlatarstvom in graviranjem. Med ameriško revolucijo je bil močan zagovornik patriotske stvari in se je pridružil Sinovom svobode. Njegova polnočna ježa ga je spremenila v ameriškega ljudskega junaka, dramatizirana je bila v pesmi Henryja Wadswortha Longfellowa iz leta 1861, "Paul Revere's Ride". Pomagal je tudi organizirati obveščevalni in alarmni sistem za spremljanje gibanja britanskih sil. Revere je kasneje služil kot častnik v milici Massachusettsa, čeprav se je njegova služba končala po ekspediciji Penobscot, eni najkatastrofalnejših ameriških kampanj ameriške revolucionarne vojne, za katero je bil oproščen krivde.
Po vojni se je Revere vrnil k svoji zlatarski obrti. Dobiček od svojega rastočega posla je uporabil za financiranje svojega dela pri litju železa, litju bronastih zvonov in topov ter kovanju bakrenih vijakov in žebljev. Leta 1800 je postal prvi Američan, ki je uspešno valjal baker v plošče za uporabo kot obloge na pomorskih plovilih.

## External links
- Paul Revere house biografija
- Battlefields
- Britannica
- NPS

1. 1 2  Benezit Dictionary of Artists — OUP, 2006. — ISBN 978-0-19-977378-7
2. 1 2  Encyclopædia Britannica
3. ↑  Rote C. Revere, Paul // Grove Art Online — [Oxford, England], Houndmills, Basingstoke, England, New York: OUP, 2018. — doi:10.1093/GAO/9781884446054.ARTICLE.T071667
4. ↑  https://www.paulreverehouse.org/biography/